# Ранчо-Банкет (Техас)
Ранчо-Банкет (англ. Rancho Banquete) — переписна місцевість (CDP) в США, в окрузі Нюесес штату Техас. Населення — 459 осіб (2020).

## Географія
Ранчо-Банкет розташоване за координатами 27°48′34″ пн. ш. 97°50′44″ зх. д. / 27.80944° пн. ш. 97.84556° зх. д. (27.809396, -97.845485).  За даними Бюро перепису населення США в 2010 році переписна місцевість мала площу 7,42 км², уся площа — суходіл.

## Демографія
Згідно з переписом 2010 року, у переписній місцевості мешкали 424 особи в 129 домогосподарствах у складі 112 родин. Густота населення становила 57 осіб/км².  Було 153 помешкання (21/км²).
Расовий склад населення:
| - 75,9 % — білих - 1,9 % — чорних або афроамериканців - 0,2 % — азіатів - 18,6 % — осіб інших рас |

До двох чи більше рас належало 3,3 %. Частка іспаномовних становила 93,9 % від усіх жителів.
За віковим діапазоном населення розподілялося таким чином: 28,5 % — особи молодші 18 років, 62,3 % — особи у віці 18—64 років, 9,2 % — особи у віці 65 років та старші. Медіана віку мешканця становила 33,5 року. На 100 осіб жіночої статі у переписній місцевості припадало 101,9 чоловіків;  на 100 жінок у віці від 18 років та старших — 104,7 чоловіків також старших 18 років.
За межею бідності перебувало 7,0 % осіб, у тому числі 0,0 % дітей у віці до 18 років та 0,0 % осіб у віці 65 років та старших.
Цивільне працевлаштоване населення становило 362 особи. Основні галузі зайнятості: освіта, охорона здоров'я та соціальна допомога — 36,7 %, транспорт — 20,7 %, мистецтво, розваги та відпочинок — 11,6 %, виробництво — 8,0 %.